# 龍が如く4 伝説を継ぐもの
『龍が如く4 伝説を継ぐもの』（りゅうがことくフォー でんせつをつぐもの、英題：Yakuza 4）は、セガより2010年3月18日に発売されたPlayStation 3用ゲームソフト。
キャッチコピーは「それは熱き男達の、奇跡の記録。」。
2019年1月17日、PlayStation 4にHDリマスター版が発売された。また、2021年1月28日にはXbox One、PCに『Yakuza 4 Remastered』という海外タイトルのまま国内配信され、『龍が如く3』～『5』のHDリマスター版をセットにした『The Yakuza Remastered Collection』と同時発売になった。

## 概要
『龍が如く3』の続編。今作は従来の主人公である桐生一馬の他に、秋山駿、冴島大河、谷村正義の3人を加えた計4人の主人公が登場する。主人公ごとに戦闘のスタイルやサブストーリー、一部遊び要素の種類が異なり、それぞれの遊び方が楽しめるのが特徴である。主人公は選択制ではなく、ストーリーの進行に合わせて順番にプレイしていく事となる。シナリオが終了した主人公は操作できなくなるが、終盤やクリア後には自由に切り替えてプレイできる。
メインゲストとして、俳優の成宮寛貴、小沢真珠、沢村一樹、桐谷健太、遠藤憲一、北大路欣也が出演する。今作からメインとなるゲストは前作までの声のみの出演ではなく、ゲストの顔をフェイスキャプチャーでモデリングしたキャラクターを登場させる「顔出し出演」形式となり、以降の作品にも継承されている。その他のゲストとしては、セラピスト役としてタレントの矢口真里や格闘家として落合福嗣が出演している。また、キャバクラ嬢オーディションを実施し、オーディションに合格した7名をモデルにしたキャバクラ嬢が作中に登場する。
基本的な要素は前作『3』を継承しているが、従来同様、多数の企業とタイアップを行っており、プレイスポットも増加している。前々作の蒼天掘、前作の琉球街のような別の街は存在せず、お馴染みの神室町および一部沖縄が舞台となる。スケールは縮小したものの、本作では屋上や地下、亜細亜街などの新たなエリアも移動可能であり、神室町自体の行動範囲は広がっている。
アドベンチャー面では、食事で体力が全快するまで複数注文できるようになっていたり飲食したものにチェックマークが付くようになったり、移動ではL1を押しながら移動すると歩き状態になるなど前作に比べて遊びやすくなっている。また、チェイスバトルでは、ヒートアクションやQTE、急角度で曲がる「クイックステップ」が追加されたり、落ちている物を相手に投げられるようになったりと遊びの幅が広がっている。ミニゲームは、「温泉卓球」や「パチンコ」、前作のボクセリオスの続編となる「ボクセリオス2」が新ゲームとして登場する。
前作『3』と『龍が如く 見参!』の各クリアデータがあると特典が手に入るシステムやエクストラコンテンツの配信もある。

## ストーリー
舞台はアジア最大の歓楽街である東京・神室町。時は2010年3月1日、深夜24時05分。
この街では日常茶飯事である二つの同時事件。東城会系の弱小組織である金村興業のシマで起きたチンピラ同士の些細な抗争と発砲事件。発砲事件で射殺されたのは東城会と親戚関係にある組織、上野誠和会の男だった。
事件の収拾に奔走する金村興業の若衆たちだったが、その最中に金村興業の組長が何者かに殺害される。
神室町ではよくある極道組織の小さな抗争事件だったが、それはある計画の伏線に過ぎず、事件を皮切りに露になる、野望を秘めた男たちの本性。金と権力、地位と名誉。剥き出しとなった欲望が、激しくぶつかり合う。

## 各主人公の特徴
本作は主人公ごとに異なった遊び方が存在する。バトル関連の違いは登場人物の項を参照。
秋山駿
前々作『龍が如く2』同様、神室町で顔馴染みを作る事ができる。ホームレスにアイテムを渡す、店での食事や買い物、利用を繰り返す事でその人物と顔馴染みになることができ、その付近で戦闘になった際に支援を受ける事ができる。馴染みの中には、新たなゲームを入荷してくれたり、好きなダンサーを指名できたりと戦闘支援以外のものもある。また、秋山はキャバクラのオーナーでもあり、前作に引き続きキャバ嬢を育てる「キャバつく」がプレイ可能で、No.1に育てたキャバ嬢は別のキャラクターで攻略ができるようになる。
尚、シリーズ恒例となっている地下闘技場でのバトルだが、秋山と谷村はプレイすることができない。
冴島大河
脱獄囚である冴島は警察の目を盗んで行動しなければならず、冴島を操作中のみ数か所に警官が配置され、警官に接触した場合はチェイスバトルをする羽目になるので注意が必要となる。一部のシチュエーションでは警官に見つからないように目的地を目指す必要があるため、屋上や地下の移動がカギを握る。また、格闘家を育成する「格闘家をつくろう!」がプレイ可能で、新人トーナメントで優勝させた格闘家は、地下闘技場で共闘したり、敵として対戦したりできる。
尚、冴島操作中はキャバクラとカラオケは利用できない。また、特定の店に入る（初入店のみ）と昔を思い出すような台詞が発生する。
谷村正義
警官である谷村を操作中は、時間経過により警察から無線が入り、ランダムかつ様々な事件が発生する。事件は基本的には今いる場所の近くで発生し、現場へ向かうと戦闘やチェイスバトルが起こる。解決すると報酬が貰えるが、現場に向かわず一定時間が経過すると別の警官によって解決されてしまう。事件を5件解決するごとに協力関係である神室の盾の赤石からアイテムを貰える。
中国語、韓国語、タガログ語を話せるため、主人公の中で最初から「亜細亜街」に入ることができる。
桐生一馬
神室の盾を助けた一件から桐生を倒すべく様々なチームが戦いを挑んでくるようになる。街で絡んでくる通常の敵に混じって各チームのメンバーが登場し、何人かを倒すとリーダーの情報が手に入り、リーダーを倒すとそのチームに勝利した事になる。リーダー撃破後は次のチームが出現するが、解散したチームの元メンバーが復讐戦を挑んでくる事もあり、倒すとチームのエンブレムが手に入る。これを5個、赤石の元へ持っていくとアイテムと交換してくれる。
また、エンディング後のプレミアムアドベンチャーでは前作まで同様、遥を連れて街を歩く事ができ、おねだりも健在する。

## 劇中の主な用語
上野誠和会
東城会の親戚団体である極道組織。しかし、組織の小ささから月毎に寄付という形で東城会に上納金を支払っており、親戚団体というよりは傘下組織的な扱いをされている。
金村興業
東城会の三次団体である極道組織。構成人数は5人ほどしかおらず、三次団体の中でも弱小に位置する。
上野吉春襲撃事件
25年前に冴島大河が引き起こした、上野誠和会総長の上野吉春を襲撃した事件。結果として上野と組員の葛城勲以外の18人の組員が殺害され、後に冴島は死刑判決を受ける。

## 楽曲
- 主題歌：ZEEBRA「Butterfly City feat. RYO the SKYWALKER, Mummy-D & DOUBLE」（BMG JAPAN）

## 実在企業
本作では以下の企業が登場する。これ以外にも登場する実在企業もある。
- 近代麻雀
- Ameba
- CRアラジンデスティニー
- ニコニコ動画
- モバゲー
- 和民
- 777town.net

## HDリマスター版

### PS4
2019年1月17日に発売された。ゲーム内容は基本的には同じではあるが、以下の追加点や変更点がある。後述するXbox One版、PC版も同様である。2022年中にもPlayStation Plusで配信される予定。PlayStation Plus版は、プレミアム加入者のみプレイ可能である。

#### 追加点・変更点
- 本作のリマスター開発にあたり、谷村を演じていた成宮が芸能界を引退しているために権利関係の許可が取れず、谷村の外見の変更[注 5]と共に、新たな谷村役として増田俊樹を起用し再収録された[7][11]。発売日も2018年秋予定だったものが2019年1月17日に変更された。
- セリフの一部が変更された[注 6]。
- 「格闘家をつくろう!」に登場する四番弟子の音喜多誠の名前が「時田誠」に変更された。
- ハードのスペックの向上により、描画が1080p（PS3版は720p）、フレームレートが60fps（PS3版は30fps）に向上している[11]。
- 今作ではパッケージ版だけでなく、ダウンロード版も発売されている。
- パッケージ版とダウンロード版の共通の特典として本作のオリジナルサウンドトラックのプロダクトコードが、パッケージ版のみの特典として『龍が如く ONLINE』で使用できる特典コードが付属された[12]。
- パッケージデザインがモノクロパッケージからカラーパッケージに変更された。

### Xbox One、PC
2021年1月28日にダウンロード専用として発売された。ゲーム内の仕様は欧米版であるが、日本語に対応している。パチンコは削除されている。2022年8月現在、Xbox Game Passではすでに配信されており、加入者はすぐにダウンロードして遊ぶことができる。